# Werder Bremen (femenino)
El SV Werder Bremen Frauen es un club de fútbol femenino de Alemania de la ciudad de Bremen. Es la sección femenina del Werder Bremen. Fue fundado en 2007 y juega en la Bundesliga desde la temporada 2020-21.

## Palmarés
| Competición nacional      | Títulos                         | Subcampeonatos  |
| ------------------------- | ------------------------------- | --------------- |
| Segunda División (2/1)    | 2016–17 (Nord), 2019–20 (Nord). | 2014–15 (Nord). |
| Regionalliga Nord (1/0)   | 2008–09                         |                 |
| Verbandsliga Bremen (1/0) | 2007–08.                        |                 |